# Clutia
Clutia es un género perteneciente a la familia de las euforbiáceas con 13 especies. Es originario de África y Arabia.

## Taxonomía
El género fue descrito por  Carlos Linneo y publicado en Species Plantarum 2: 1042. 1753. La especie tipo es: Clutia pulchella L.

## Especies
- Clutia berteriana
- Clutia brassii
- Clutia cascarilla
- Clutia densifolia
- Clutia eluteria
- Clutia ericoides
- Clutia govaertsii
- Clutia hirta
- Clutia lanceolata
- Clutia monticola
- Clutia punctata
- Clutia sessilifolia
- Clutia timpermaniana
- Clutia whytei